# 신기한나라TV
신기한나라TV는 대한민국의 영유아 교육 기업인 한솔교육에서 운영했던 TV 채널이다. 2018년 1월 2일에 개국했으며, 2024년 2월 29일까지 폐국했다.

## 연혁
- 2018년 1월 2일 개국.
- 2024년 2월 29일 폐국.

## 같이 보기
- 한솔교육